# Памятник Василию Васильковскому
Памятник Василию Васильковскому — памятник, установленный в городе Малоярославце в 2014 году, посвящённый памяти первого священника — кавалера ордена Святого Георгия, Героя Отечественной войны 1812 года Василия Васильковского.

## О памятнике
Инициатива установки памятника принадлежит Российскому военно-историческому обществу. Монумент призван увековечить память Героя Отечественной войны 1812 года, первого в истории России священника — Георгиевского кавалера Василия Васильковского, особо отличившегося во время Малоярославецкого сражения с армией Наполеона I в 1812 году. Российским военно-историческим обществом был проведён сбор народных пожертвований. Изготовление памятника заняло полгода, его автором стал Народный художник Российской Федерации Салават Щербаков. Образ памятника собирательный, так как портрета Васильковского не сохранилось.
Местом установки памятника избран центр города Малоярославца Калужской области. Торжественное его открытие состоялось 5 октября 2014 года при участии Министра культуры Российской Федерации, председателя Российского военно-исторического общества Владимира Мединского, который сказал на открытии:
Это памятник не конкретному лицу, он безусловный герой, это памятник русскому духу, это памятник русскому человеку, который вне зависимости от профессии… Трудно найти более мирную профессию, чем священник. Но в трудный для Родины час именно священники с крестом в руках и без оружия шли в первой шеренге атакующих вот здесь вот против наполеоновских войск…